# Hampflockelssäckmal
Hampflockelssäckmal, Coleophora follicularis, är en fjärilsart som först beskrevs av Jean Nicolas Vallot 1802. Enligt Catalogue of Life är det vetenskapliga namnet istället Coleophora troglodytella beskriven med det namnet av Philogène Auguste Joseph Duponchel 1842. Hampflockelssäckmal ingår i släktet Coleophora och familjen säckmalar, Coleophoridae. Enligt den finländska rödlistan är arten akut hotad i Finland. Enligt den svenska rödlistan är arten nära hotad i Sverige.  I Sverige förekommer Arten sällsynt och lokalt i Skåne och Västergötland och lite mer utbrett på Gotland. 2010 hittades den även på Öland. Av de övriga nordiska länderna är den känd från Danmark och 1998 hittades den även i Finland. I övrigt sträcker sig utbredningen från Ryssland och Lettland söderut genom Europa till Medelhavet. Inga underarter finns listade i Catalogue of Life.